# Phormictopus atrichomatus
Phormictopus atrichomatus là một loài nhện trong họ Theraphosidae.
Loài này thuộc chi Phormictopus. Phormictopus atrichomatus được Joachim Schmidt miêu tả năm 1991.